# Luftstreitkräfte und Luftverteidigung der Deutschen Demokratischen Republik
Le Luftstreitkräfte und Luftverteidigung der Deutschen Demokratischen Republik, ossia Forze e Difesa aeree della Repubblica Democratica Tedesca, erano l'aeronautica militare della Repubblica Democratica Tedesca (RDT) e parte integrante delle forze armate della RDT (Nationale Volksarmee). Essa venne fondata nel 1956, dopo l'ingresso della RDT nel Patto di Varsavia; ottenne il nome completo nel 1957, dopo la fusione con la Difesa aerea (Luftverteidigung).
Luftstreitkräfte era il nome utilizzato dalle forze aeree dell'Impero tedesco tra il 1910 e la fine della prima guerra mondiale, mentre la Germania Ovest adottò il nome Luftwaffe, già utilizzato dal Terzo Reich a partire dal 1935.
La Luftstreitkräfte utilizzava essenzialmente aeromobili sovietici, tra cui i cacciabombardieri Sukhoi Su-22 e caccia MiG; l'inventario includeva anche elicotteri, aerei leggeri e da addestramento fabbricati in Cecoslovacchia. Le forze aeree della Germania Est erano di gran lunga superiori a quelle degli altri paesi del Patto di Varsavia. Esse, infatti, erano equipaggiate con i migliori aeromobili di fabbricazione sovietica e non con i soliti mezzi da esportazione, perché nelle strategie sovietiche la RDT svolgeva compiti di prima linea in un'eventuale guerra contro la NATO; questa importanza strategica comportò anche un più pressante controllo dell'Unione Sovietica sulle attività della Luftstreitkräfte.
Dopo l'unione tra le due Germanie, la Luftwaffe prese il controllo della Luftstreitkräfte ed equipaggiò i propri piloti con alcuni degli aeromobili così ottenuti, anche se la maggior parte degli equipaggiamenti appartenenti alla DDR erano obsoleti se paragonati con gli standard NATO e vennero in gran parte venduti ad altri paesi. Tuttavia, la Luftwaffe ha mantenuto il MiG-29 in entrambi i ruoli di difesa aerea e attacco per via delle sue eccellenti capacità. Infatti, il MiG-29G (aggiornato con alcune componenti NATO) risultò essere, per lungo tempo, il più sofisticato caccia da superiorità aerea a disposizione della Luftwaffe, almeno fino all'ingresso in servizio dell'Eurofighter Typhoon.

## Capi di Stato Maggiore della Forza Aerea
- Maggior Generale Hans Zorn (01/03/56 – 30/08/56)
- Maggior Generale Heinz Keßler (01/10/56 – 14/03/67)
- Tenente Generale Herbert Scheibe (15/03/67 – 14/03/72)
- Maggior Generale Wolfgang Reinhold (15/03/72 – 30/11/89)
- Tenente Generale Rolf Berger (01/12/89 – 02/10/90)

## Equipaggiamento

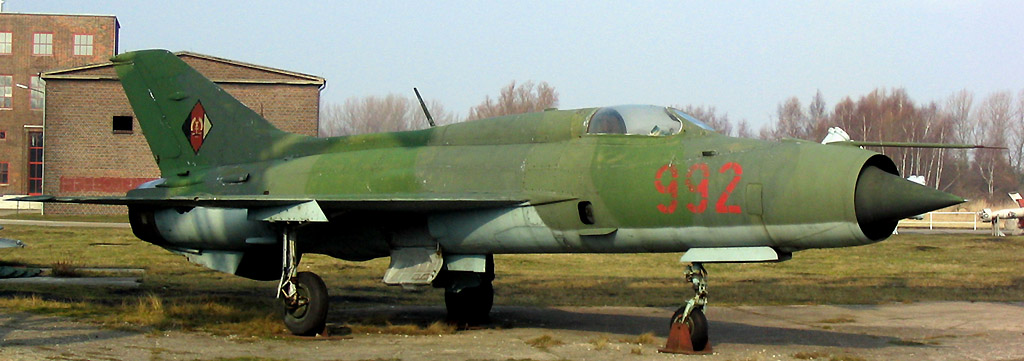
Un Mikoyan-Gurevich MiG-21PFM con le insegne della Luftstreitkräfte

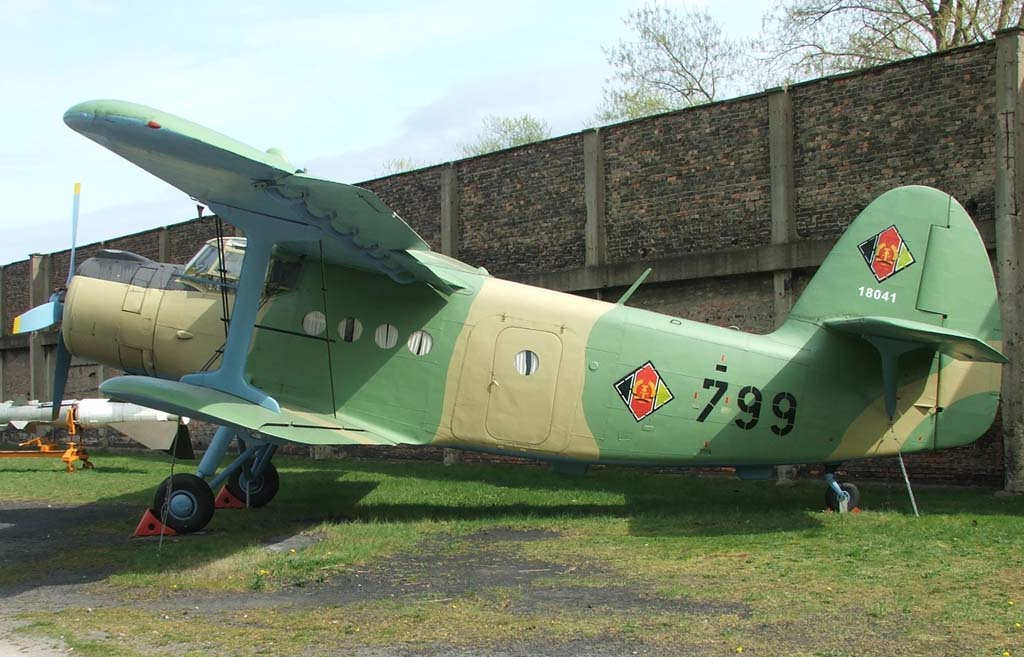
Un Antonov An-2 in livrea tedesco-orientale.

| categoria                          | tipo         | numero | usato dalla Luftwaffe | note                                                                                         |
| ---------------------------------- | ------------ | ------ | --------------------- | -------------------------------------------------------------------------------------------- |
| aerei da caccia e da addestramento | MiG-21       | 251    |                       |                                                                                              |
| aerei da caccia e da addestramento | MiG-29       | 24     | fino al 2004          | 22 passati alla Polonia                                                                      |
| aerei da caccia e da addestramento | MiG-23       | 47     |                       |                                                                                              |
| aerei da caccia e da addestramento | MiG-23BN     | 18     |                       |                                                                                              |
| aerei da caccia e da addestramento | Su-22        | 54     |                       |                                                                                              |
| aerei da caccia e da addestramento | L-39         | 52     |                       |                                                                                              |
| aerei da trasporto                 | An-2         | 18     |                       |                                                                                              |
| aerei da trasporto                 | An-26        | 12     | fino al 1994          |                                                                                              |
| aerei da trasporto                 | Il-62        | 3      | fino al 1993          |                                                                                              |
| aerei da trasporto                 | Tu-134       | 3      | fino al 1992          |                                                                                              |
| aerei da trasporto                 | Tu-154       | 2      | fino al 1997          |                                                                                              |
| aerei da trasporto                 | L-410        | 12     | fino al 2000          |                                                                                              |
| aerei da trasporto                 | Z-43         | 12     |                       |                                                                                              |
| elicotteri                         | Mi-2         | 25     |                       |                                                                                              |
| elicotteri                         | Mi-8         | 98     | fino al 1997          |                                                                                              |
| elicotteri                         | Mi-24        | 51     | fino al 1993          |                                                                                              |
| elicotteri                         | Mi-14        | 14     |                       |                                                                                              |
| missili terra-aria                 | S-75 Dwina   | 48     |                       | SA-2 Guideline                                                                               |
| missili terra-aria                 | S-75 Wolchow | 174    |                       | SA-2 Guideline                                                                               |
| missili terra-aria                 | S-125 Newa   | 40     |                       | SA-3 Goa                                                                                     |
| missili terra-aria                 | S-200 Wega   | 24     |                       | SA-5 Gammon                                                                                  |
| missili terra-aria                 | S-300P       | 12     |                       | SA-10 Grumble; sono stati restituiti all'Unione Sovietica prima della riunificazione tedesca |